# マリ (ユタ州)
マリ（Murray）は、アメリカ合衆国ユタ州ソルトレイク郡の都市である。人口は5万0637人（2020年）。ソルトレイクシティの南に位置している。

## 交通
ユタ交通公社のライトレール「TRAX」の駅があり、通勤通学に利用されている。

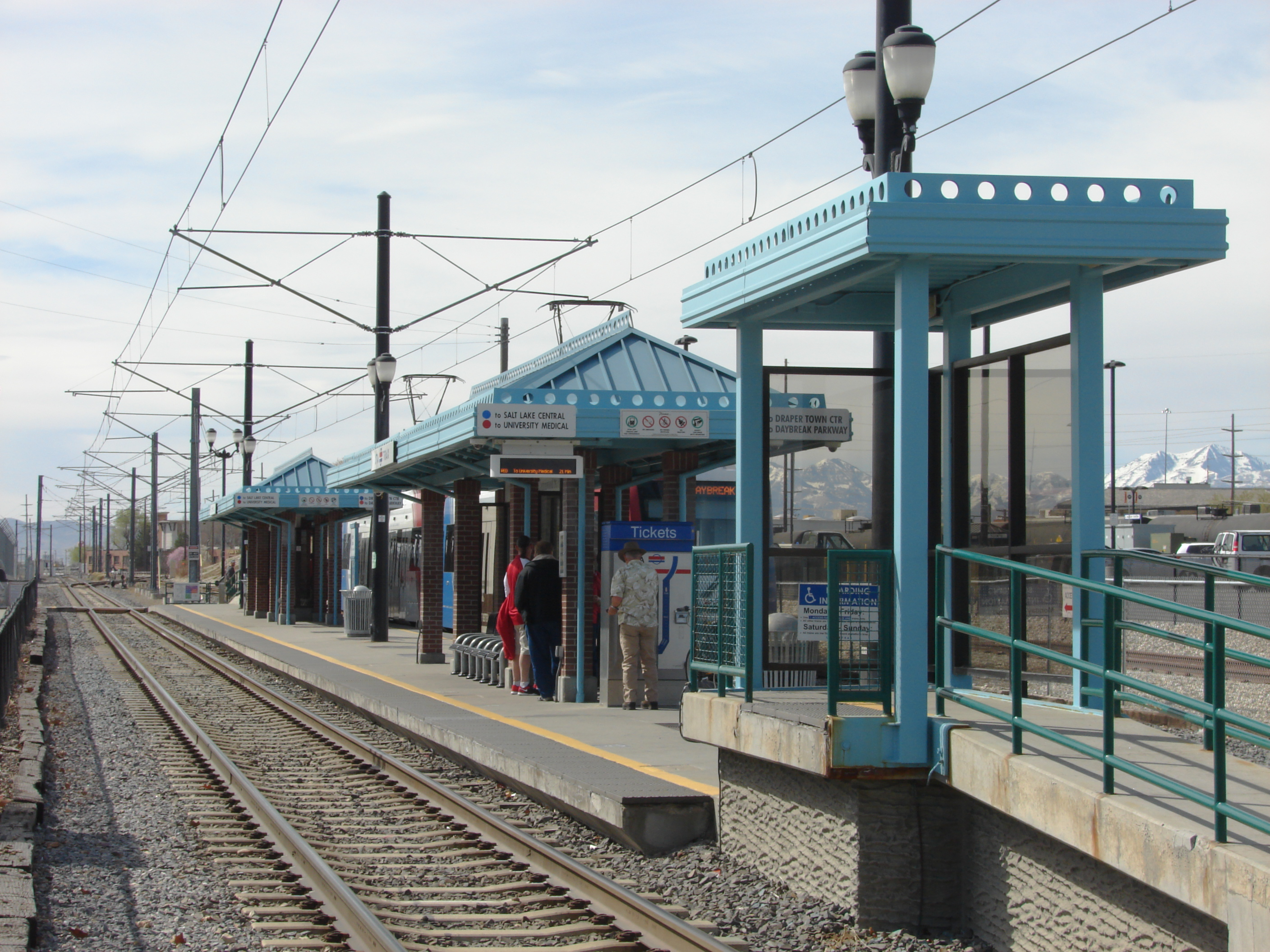
マリ・セントラル駅

## 人口
アメリカ合衆国国勢調査局によれば、マリの2017年の人口は49,295人。
郡内の人種構成は80.2%が白人（非ヒスパニック）。1.9%がアフリカ系、0.4%がネイティブ・アメリカン、2.2%がアジア系、1.0%が太平洋諸島の住民、3.4%が2種もしくはそれ以上の出自を持つ。人口の11.6%がヒスパニックまたはラティーノのいずれかである。